# Hartmannswiller
Hartmannswiller é uma comuna francesa na região administrativa de Grande Leste, no departamento Alto Reno. Estende-se por uma área de 4,79 km². Em 2010 a comuna tinha 647 habitantes (densidade: 135,1 hab./km²).